# Каулонг (мова)
Каулонг, або Пасісмануа — австронезійська мова, якою розмовляють близько 4000 фермерів південно-західної частини району Кандріан, провінція Західна Нова Британія, Папуа-Нова Гвінея на острові Нова Британія.